# Mike Bost

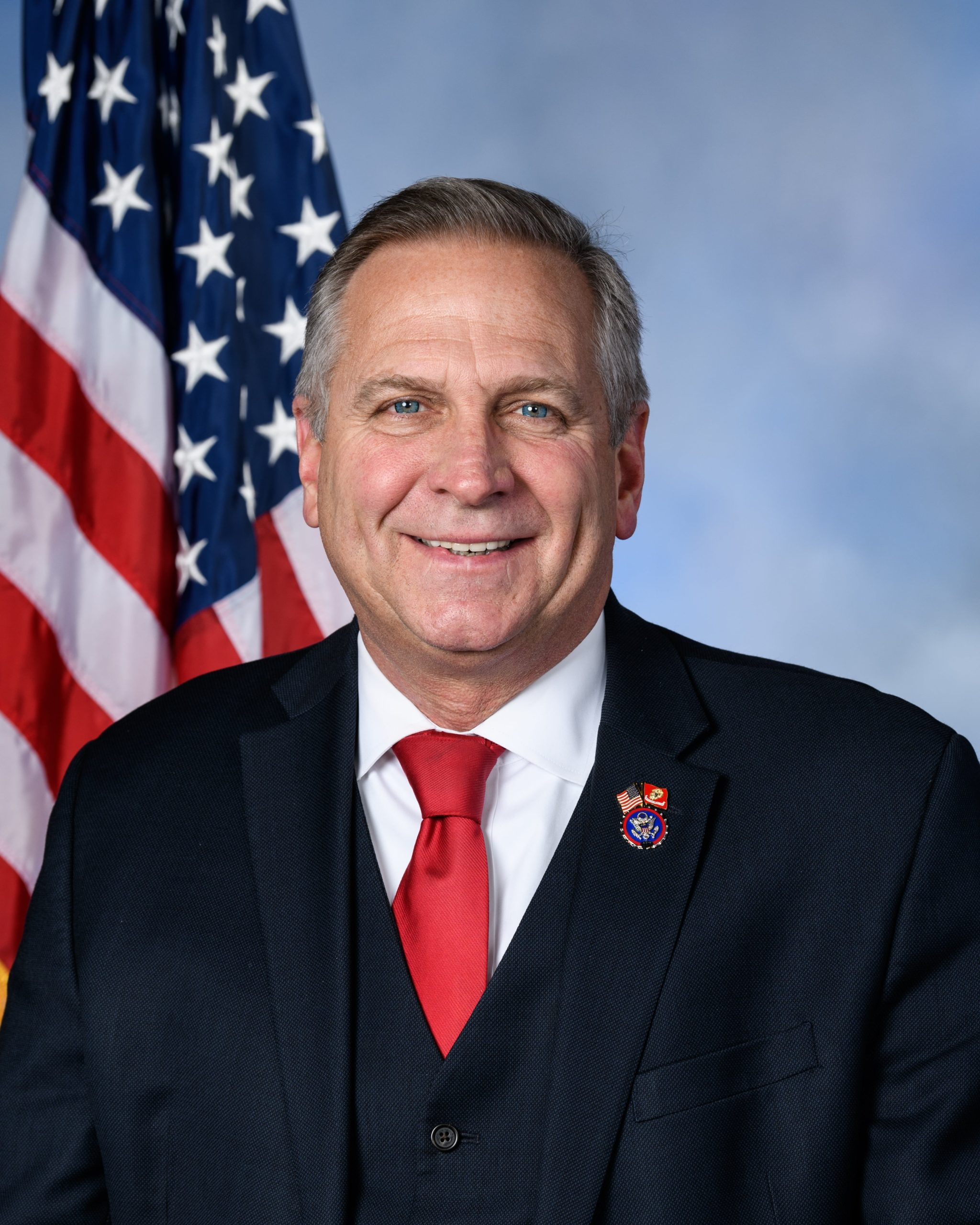
Mike Bost (2021)

Michael Joseph „Mike“ Bost (* 30. Dezember 1960 in Murphysboro, Jackson County, Illinois) ist ein US-amerikanischer Politiker der Republikanischen Partei. Seit Januar 2015 vertritt er den zwölften Distrikt des Bundesstaats Illinois im US-Repräsentantenhaus.

## Werdegang
Im Jahr 1979 absolvierte Mike Bost die Murphysboro High School. Von 1979 bis 1982 diente er im United States Marine Corps, wo er den Rang des Corporal erreichte. 1993 absolvierte er die Certified Firefighter II Academy an der University of Illinois, wo er zum Experten in der Brandbekämpfung ausgebildet wurde. Er wurde Mitglied der Feuerwehr seiner Heimatstadt Murphysboro. Außerdem war er Manager der Lkw-Spedition Bost Trucking. Politisch schloss er sich der Republikanischen Partei an. In Murphysboro bekleidete er einige lokale Ämter, ehe er im Jahr 1995 in das Repräsentantenhaus von Illinois gewählt wurde, wo er bis 2015 als Abgeordneter verblieb.
Bost hat mit seiner Frau Tracy drei erwachsene Kinder. Das Paar lebt in Murphysboro, wo sie einen Friseursalon betreiben.

## Politik
Bei der Wahl zum Repräsentantenhaus der Vereinigten Staaten 2014 wurde Bost im zwölften Wahlbezirk von Illinois in das US-Repräsentantenhaus gewählt, wo er am 3. Januar 2015 die Nachfolge des Demokraten William Enyart antrat, den er bei der Wahl geschlagen hatte. Er siegte mit 52,5 Prozent der Stimmen gegen Enyart und Paula Bradshaw von der Green Party. Im Jahr 2016 konnte er sich mit 54,3 % erneut gegen Bradshaw und C.J. Baricevic von der Demokratischen Partei durchsetzen. In der Wahl 2018 besiegte er den Demokraten Brendan Kelly, sowie Randy Auxier von der Green Party mit 51,6 %. Bei der Wahl zum Repräsentantenhaus der Vereinigten Staaten 2020 gewann er gegen Ray Lenzi von der Demokratischen Partei mit 60,4 % der Stimmen.
Die Primary (Vorwahl) seiner Partei für die Wahlen 2022 am 17. Mai gewann er ohne Gegenkandidaten. Er trat am 8. November 2022 gegen Homer Markel von der Demokratischen Partei an. Er konnte die Wahl mit 74,4 % der Stimmen für sich entscheiden. Bei der Vorwahl zur Kongresswahl 2024 hatte Bost die Unterstützung von Donald Trump gegen Darren Bailey, dem republikanischen Kandidaten bei der Gouverneurswahl 2022. Bost konnte die Vorwahl mit 51,4 % gewinnen. In der Hauptwahl obsiegte er mit 74,2 % gegen den Demokraten Brian Roberts. Bost ist dadurch im Repräsentantenhaus des 119. Kongresses vertreten.

### Ausschüsse
Er ist aktuell Mitglied in folgenden Ausschüssen des Repräsentantenhauses:
- Committee on Agriculture
  - Conservation, Research, and Biotechnology
- Committee on Transportation and Infrastructure
  - Highways and Transit
  - Railroads, Pipelines, and Hazardous Materials
  - Water Resources and Environment
- Committee on Veterans’ Affairs

Zuvor war er auch Mitglied im Committee on Natural Resources und dem Committee on Small Business. Außerdem ist er Mitglied der Republican Main Street Partnership und dem Republican Study Committee, sowie in 34 weiteren Caucuses.

### Verhalten um die Anfechtung der Wahl 2020
Bost gehörte zu den Mitgliedern des Repräsentantenhauses, die bei der Auszählung der Wahlmännerstimmen bei der Präsidentschaftswahl 2020 für die Anfechtung des Wahlergebnis stimmten. Präsident Trump hatte wiederholt propagiert, dass es umfangreichen Wahlbetrug gegeben hätte, weshalb er sich als Sieger der Wahl sah. Für diese Behauptungen wurden keinerlei glaubhafte Beweise eingebracht. Der Supreme Court wies eine entsprechende Klage mit großer Mehrheit ab, wobei sich auch alle drei von Trump nominierten Richter gegen die Klage stellten.